# پولودوروس
پولودوروس (به یونانی: Πολύδωρος)، (به انگلیسی: Polydorus) در اسطوره‌های یونانی‌ جوانترین فرزند پریاموس و هکابه بود.

## سرنوشت پولودوروس
پس از آنکه جنگ تروا به پایان رسید، هکابه، زوجه پریاموس، جوانترین فرزند خود پولودوروس را با گنجینه ای از طلا به نزد پولومنستور پادشاه تراکیا می فرستد. پولومنستور، که از دوستان پریاموس بوده است، به گنجینه پولودوروس طمع می کند، او را کشته، و جسدش را به دریا می افکند. پیکر بیجان پسرک با امواج دریا به ساحل می آید، و از آنجا نزد هکابه برده می شود. در این وقت، روح اخیلس بادها را از وزیدن باز می دارد، و نمی‌گذارد که کشتی های یونان به سوی میهن رهسپار گردند.